# Al-Hashmi Al-Hussain
Al-Hashmi Al-Hussain Mohi Aldin (15 agosto 2003) è un calciatore qatariota, difensore dell'Alcorcón B e della nazionale qatariota.

## Carriera

### Club
Cresciuto nel settore giovanile dell'Al-Arabi, ha debuttato in prima squadra il 5 ottobre 2021 nell'incontro di Qatar Stars Cup pareggiato 0-0 contro l'Al-Khor. Nell'estate del 2023 è stato ceduto in prestito al Calahorra, che lo ha assegnato alla propria squadra B per tutta la stagione di Tercera Federación. L'estate successiva è stato acquistato a titolo definitivo dall'Alcorcón, club della seconda divisione spagnola, venendo anche in questo caso assegnato alla squadra riserve, militante in quinta divisione.

### Nazionale
Ha giocato nelle nazionali giovanili qatariote Under-20 ed Under-23.
L'11 giugno 2024 ha debuttato con la nazionale maggiore qatariota nell'incontro di qualificazione per il campionato mondiale di calcio 2026 vinto 2-1 contro l'India. Successivamente ha partecipato alla Coppa delle nazioni del Golfo 2024.

## Statistiche

### Presenze e reti nei club
Statistiche aggiornate al 20 marzo 2025.
| Stagione        | Squadra         | Campionato      | Campionato | Campionato | Coppe nazionali | Coppe nazionali | Coppe nazionali | Coppe continentali | Coppe continentali | Coppe continentali | Altre coppe | Altre coppe | Altre coppe | Totale | Totale | Totale |
| Stagione        | Squadra         | Comp            | Pres       | Reti       | Comp            | Pres            | Reti            | Comp               | Pres               | Reti               | Comp        | Pres        | Reti        | Pres   | Reti   |        |
| --------------- | --------------- | --------------- | ---------- | ---------- | --------------- | --------------- | --------------- | ------------------ | ------------------ | ------------------ | ----------- | ----------- | ----------- | ------ | ------ | ------ |
| 2021-2022       | Al-Arabi        | QSL             | 0          | 0          | QSC+EQC         | 0+3             | 0               | -                  | -                  | -                  | -           | -           | -           | 3      | 0      |        |
| 2022-2023       | Al-Arabi        | QSL             | 1          | 0          | QSC+EQC         | 0+1             | 0               | -                  | -                  | -                  | -           | -           | -           | 2      | 0      |        |
| 2023-2024       | Calahorra B     | TF              | 22         | 0          | -               | -               | -               | -                  | -                  | -                  | -           | -           | -           | 22     | 0      |        |
| 2024-2025       | Alcorcón B      | TF              | 14         | 0          | -               | -               | -               | -                  | -                  | -                  | -           | -           | -           | 14     | 0      |        |
| Totale carriera | Totale carriera | Totale carriera | 37         | 0          |                 | 4               | 0               |                    | 0                  | 0                  |             | -           | -           | 41     | 0      |        |

### Cronologia presenze e reti in nazionale
| Cronologia completa delle presenze e delle reti in nazionale ― Qatar | Cronologia completa delle presenze e delle reti in nazionale ― Qatar | Cronologia completa delle presenze e delle reti in nazionale ― Qatar | Cronologia completa delle presenze e delle reti in nazionale ― Qatar | Cronologia completa delle presenze e delle reti in nazionale ― Qatar | Cronologia completa delle presenze e delle reti in nazionale ― Qatar | Cronologia completa delle presenze e delle reti in nazionale ― Qatar | Cronologia completa delle presenze e delle reti in nazionale ― Qatar |
| Data                                                                 | Città                                                                | In casa                                                              | Risultato                                                            | Ospiti                                                               | Competizione                                                         | Reti                                                                 | Note                                                                 |
| -------------------------------------------------------------------- | -------------------------------------------------------------------- | -------------------------------------------------------------------- | -------------------------------------------------------------------- | -------------------------------------------------------------------- | -------------------------------------------------------------------- | -------------------------------------------------------------------- | -------------------------------------------------------------------- |
| 11-6-2024                                                            | Doha                                                                 | Qatar                                                                | 2 – 1                                                                | India                                                                | Qual. Mondiali 2026                                                  | -                                                                    |                                                                      |
| 21-12-2024                                                           | Al Kuwait                                                            | Qatar                                                                | 1 – 1                                                                | Emirati Arabi Uniti                                                  | Coppa delle nazioni del Golfo 2024 - 1º turno                        | -                                                                    |                                                                      |
| 24-12-2024                                                           | Al Kuwait                                                            | Oman                                                                 | 2 – 1                                                                | Qatar                                                                | Coppa delle nazioni del Golfo 2024 - 1º turno                        | -                                                                    |                                                                      |
| Totale                                                               |                                                                      | Presenze                                                             | 3                                                                    |                                                                      | Reti                                                                 | 0                                                                    |                                                                      |